# Bronisław Radlak

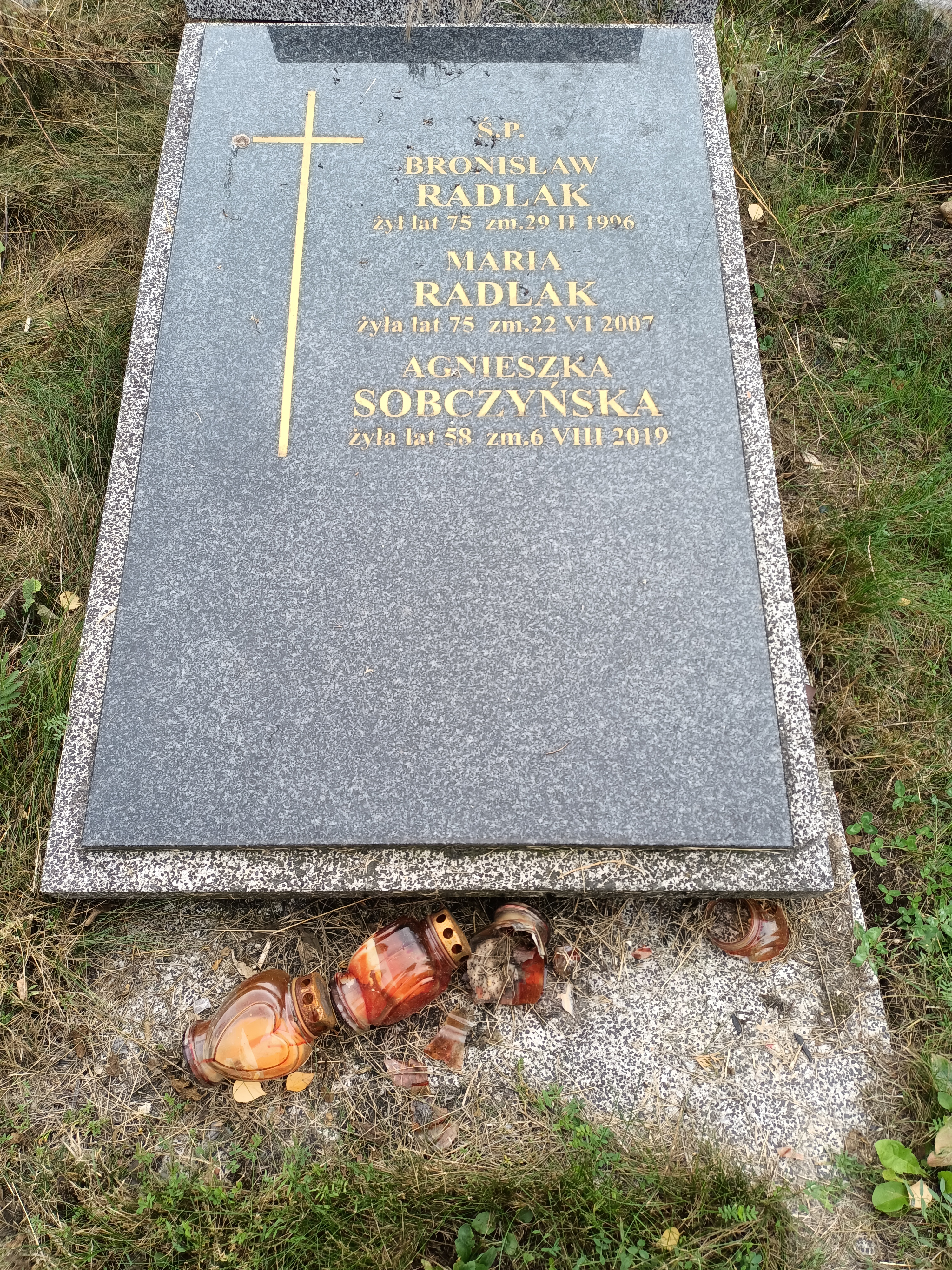
Grób Bronisława Radlaka na Cmentarzu Komunalnym Północnym w Warszawie

Bronisław Radlak (ur. 27 lipca 1920, zm. 29 lutego 1996) – polski historyk, badacz dziejów ruchu robotniczego.

## Życiorys
Ukończył historię na Uniwersytecie Warszawskim w 1954. Doktorat obronił 23 stycznia 1965 na UW (Formy pracy organizacyjnej SDKPiL w latach 1914–1917) pod kierunkiem Henryka Jabłońskiego. Habilitacja w 1976 roku (Ukształtowanie się ruchu socjaldemokratycznego w Królestwie Polskim w latach 1893-1904). Pracował w Zakładzie Historii Partii przy KC PZPR i w Instytucie Ruchu Robotniczego w Wyższej Szkole Nauk Społecznych przy KC PZPR. W latach 1965–1967 był członkiem redakcji kwartalnika Z Pola Walki. Autor haseł w Polskim Słowniku Biograficznym i Słowniku biograficznym działaczy polskiego ruchu robotniczego.
Został pochowany na Cmentarzu Północnym w Warszawie.

## Publikacje
- Walki chłopskie w Królestwie Polskim w rewolucji 1905–1907 : wybór materiałów i dokumentów, oprac. i wstępem opatrzyli H. J. Mościcki, B. Radlak, Warszawa: Książka i Wiedza 1956.
- Socjaldemokracja Królestwa Polskiego i Litwy. Materiały i dokumenty, t. 2: 1902-1903, oprac. Bronisław Radlak, red. Feliks Tych, Warszawa: Książka i Wiedza 1962.
- Polski Związek Ludowy w rewolucji 1905–1907,  Warszawa: Ludowa Spółdzielnia Wydawnicza 1962.
- SDKPiL w latach 1914–1917. Formy i metody działalności, Warszawa: „Książka i Wiedza” 1967.
- Ukształtowanie się ruchu socjaldemokratycznego w Królestwie Polskim w latach 1893-1904, Warszawa: WSNS 1976.
- Socjaldemokracja Królestwa Polskiego i Litwy w latach 1893-1904, Warszawa: Państwowe Wydawnictwo Naukowe 1979.